# Катаро-эмиратские отношения
Катаро-эмиратские отношения — двусторонние отношения между Катаром и ОАЭ. Дипломатические отношения были разорваны 5 июня 2017 года по инициативе ОАЭ.

## История
В 1995 году Хамад бин Халифа Аль Тани сверг своего отца с целью стать эмиром Катара, в течение нескольких месяцев свергнутый эмир Халифа бин Хамад Аль Тани проживал в Абу-Даби. Катар обвинил ОАЭ, наряду с Саудовской Аравией и Бахрейном в заговоре против нового эмира, однако представители этих стран опровергли все обвинения. В марте 2014 года ОАЭ отозвали своего посла из Катара в связи с предполагаемым нарушением Катара соглашения о невмешательстве в политическую жизнь этой страны. Основной причиной конфликта стала поддержка Эмиратами политического режима Египта во главе с военным Абдул-Фаттахом Халилом Ас-Сиси, в то время как Катар поддерживает Братьев-мусульман. ОАЭ рассматривает Братьев-мусульман в контексте с собственной внутренней безопасностью, особенно после того, как суд в Абу-Даби вынес суровый приговор подозреваемым членам ячейки Братьев-мусульман за попытку государственного переворота в этой стране. В апреле 2014 года начальник полиции Дубая заявил, что Катар не должен быть безопасным убежищем для Братьев-мусульман и ОАЭ должны принять меры по оказанию воздействия на Катар.
В июне 2014 года эмир Катара Тамим бин Хамад Аль Тани в знак поддержки Братьев-мусульман осудил победителя на выборах президента Египта Абдул-Фаттаха Халила Ас-Сиси и назвал происходящее военным переворотом.. В сентябре 2014 года было сообщено, что правительство Эмиратов инвестировало 3 млн. долларов США на кампанию в СМИ против Катара, как ответ на поддержку Братьев-мусульман. Кампания была направлена на оказание влияния на точку зрения американских журналистов, чтобы они публиковали критические статьи о предполагаемом финансировании Катаром исламистских групп. Катар также финансировал заказные статьи против правительства Эмиратов.